# 佩珀雷爾 (麻薩諸塞州普查規定居民點)
佩珀雷爾（英語：Pepperell）是位於美國麻薩諸塞州米德爾塞克斯縣的一個普查規定居民點。

## 人口
根據2020年美國人口普查的數據，佩珀雷爾的面積為5.55平方千米，當中陸地面積為5.36平方千米，而水域面積為0.18平方千米。當地共有人口2390人，而人口密度為每平方千米430.63人。